# Villeneuve-Saint-Germain
Villeneuve-Saint-Germain és un municipi francès situat al departament de l'Aisne i a la regió dels Alts de França. L'any 2007 tenia 2.413 habitants.

## Demografia

### Població
El 2007 la població de fet de Villeneuve-Saint-Germain era de 2.413 persones. Hi havia 951 famílies de les quals 270 eren unipersonals (111 homes vivint sols i 159 dones vivint soles), 271 parelles sense fills, 338 parelles amb fills i 72 famílies monoparentals amb fills.
La població ha evolucionat segons el següent gràfic:
Habitants censats

### Habitatges
El 2007 hi havia 1.033 habitatges, 984 eren l'habitatge principal de la família, 12 eren segones residències i 37 estaven desocupats. 650 eren cases i 378 eren apartaments. Dels 984 habitatges principals, 571 estaven ocupats pels seus propietaris, 389 estaven llogats i ocupats pels llogaters i 24 estaven cedits a títol gratuït; 16 tenien una cambra, 53 en tenien dues, 214 en tenien tres, 325 en tenien quatre i 376 en tenien cinc o més. 666 habitatges disposaven pel capbaix d'una plaça de pàrquing. A 502 habitatges hi havia un automòbil i a 331 n'hi havia dos o més.

### Piràmide de població
La piràmide de població per edats i sexe el 2009 era:
| Homes | Edats   | Dones |
| ----- | ------- | ----- |
| 0     | 95 o +  | 8     |
| 0     | 90 a 94 | 8     |
| 12    | 85 a 89 | 28    |
| 16    | 80 a 84 | 4     |
| 64    | 75 a 79 | 52    |
| 32    | 70 a 74 | 60    |
| 40    | 65 a 69 | 44    |
| 56    | 60 a 64 | 48    |
| 60    | 55 a 59 | 44    |
| 92    | 50 a 54 | 64    |
| 96    | 45 a 49 | 120   |
| 84    | 40 a 44 | 100   |
| 88    | 35 a 39 | 76    |
| 60    | 30 a 34 | 68    |
| 60    | 25 a 29 | 80    |
| 68    | 20 a 24 | 60    |
| 108   | 15 a 19 | 136   |
| 92    | 10 a 14 | 80    |
| 76    | 5 a 9   | 72    |
| 76    | 0 a 4   | 28    |

## Economia
El 2007 la població en edat de treballar era de 1.579 persones, 1.120 eren actives i 459 eren inactives. De les 1.120 persones actives 965 estaven ocupades (544 homes i 421 dones) i 156 estaven aturades (70 homes i 86 dones). De les 459 persones inactives 147 estaven jubilades, 133 estaven estudiant i 179 estaven classificades com a «altres inactius».

### Ingressos
El 2009 a Villeneuve-Saint-Germain hi havia 965 unitats fiscals que integraven 2.429,5 persones, la mediana anual d'ingressos fiscals per persona era de 15.716 €.

### Activitats econòmiques
Dels 169 establiments que hi havia el 2007, 5 eren d'empreses extractives, 1 d'una empresa alimentària, 4 d'empreses de fabricació de material elèctric, 2 d'empreses de fabricació d'elements pel transport, 17 d'empreses de fabricació d'altres productes industrials, 16 d'empreses de construcció, 47 d'empreses de comerç i reparació d'automòbils, 17 d'empreses de transport, 6 d'empreses d'hostatgeria i restauració, 3 d'empreses financeres, 9 d'empreses immobiliàries, 29 d'empreses de serveis, 8 d'entitats de l'administració pública i 5 d'empreses classificades com a «altres activitats de serveis».
Dels 37 establiments de servei als particulars que hi havia el 2009, 11 eren tallers de reparació d'automòbils i de material agrícola, 2 tallers d'inspecció tècnica de vehicles, 2 establiments de lloguer de cotxes, 1 paleta, 1 guixaire pintor, 5 fusteries, 1 lampisteria, 4 electricistes, 3 empreses de construcció, 1 perruqueria, 2 restaurants, 3 agències immobiliàries i 1 saló de bellesa.
Dels 10 establiments comercials que hi havia el 2009, 1 era una gran superfície de material de bricolatge, 1 una botiga de menys de 120 m², 1 una carnisseria, 1 una peixateria, 2 botigues de roba, 1 una botiga d'electrodomèstics, 2 botigues de material esportiu i 1 una joieria.
L'any 2000 a Villeneuve-Saint-Germain hi havia 3 explotacions agrícoles que ocupaven un total de 234 hectàrees.

## Equipaments sanitaris i escolars
L'únic equipament sanitari que hi havia el 2009 era una farmàcia.
El 2009 hi havia 2 escoles elementals. Villeneuve-Saint-Germain disposava d'un col·legi d'educació secundària amb 456 alumnes.

## Poblacions més properes
El següent diagrama mostra les poblacions més properes.